# SC 드니프로-1
SC 드니프로-1(우크라이나어: СК «Дніпро-1»)은 드니프로 시를 연고로 하는 우크라이나의 프로 축구 클럽이다. 지난 2019년에 해단한 FC 드니프로의 공식적인 후계 클럽은 아니지만, FC 드니프로의 아카데미 시설을 포함한 모든 클럽의 인프라 시설을 인수하였다. SC 드니프로-1은 지난 2019년 페르샤 리하에서 승격하여 지금까지 우크라이나 프리미어리그에 참가하고 있다.

## 역대 감독
| 감독              | 임기        |
| ----------------- | ----------- |
| 올렉산드르 쿠체르 | 2022 ~ 2023 |